# Kanzel (Esnandes)

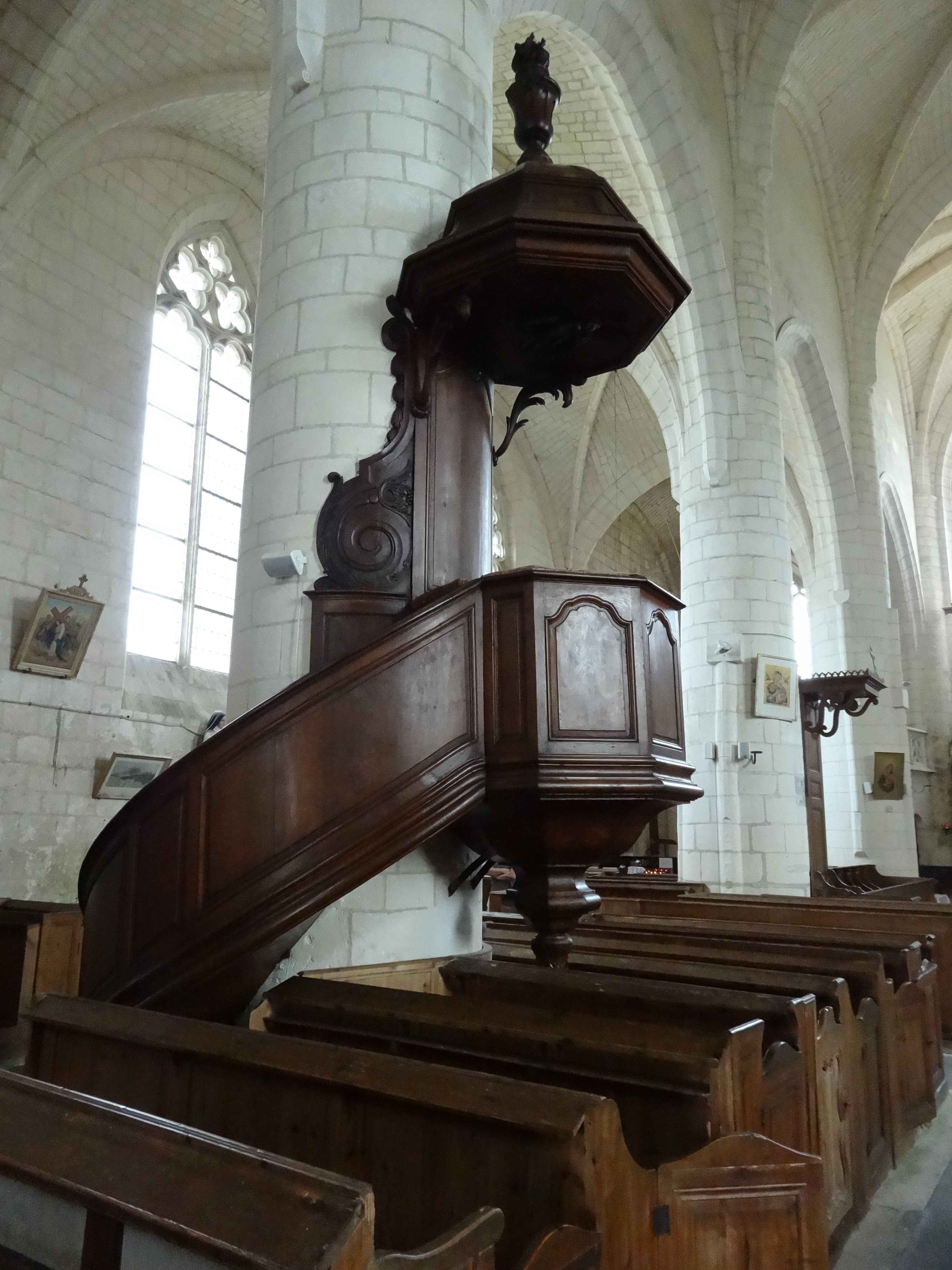
Kanzel in Esnandes

Die Kanzel in der Kirche St-Martin in Esnandes, einer französischen Gemeinde im Département Charente-Maritime der Region Nouvelle-Aquitaine, wurde 1775 vom Kunstschreiner Petrus Guillon geschaffen. Die Kanzel aus Holz wurde 1973 als Monument historique in die Liste der geschützten Objekte (Base Palissy) in Frankreich aufgenommen.
Sie ist nahezu schmucklos, lediglich die Bekrönung des Schalldeckels mit einer Vase ist auffällig.   
Die Inschrift auf der Kanzel lautet: „CETTE CHAIRE A ETE CONSTRUITE PAR LES SOINS DE MESSIRE LOUIS MAUDET, CURE D'ESNANDES DU TEMPS DE PIERRE RACAUD, PREMIER FABRIQUEUR ET JACQUES COUNIL, FABRIQUEUR. CE 20 MARS 1775 M. F.PETRUS GUILLON“.